# Surfactante pulmonar

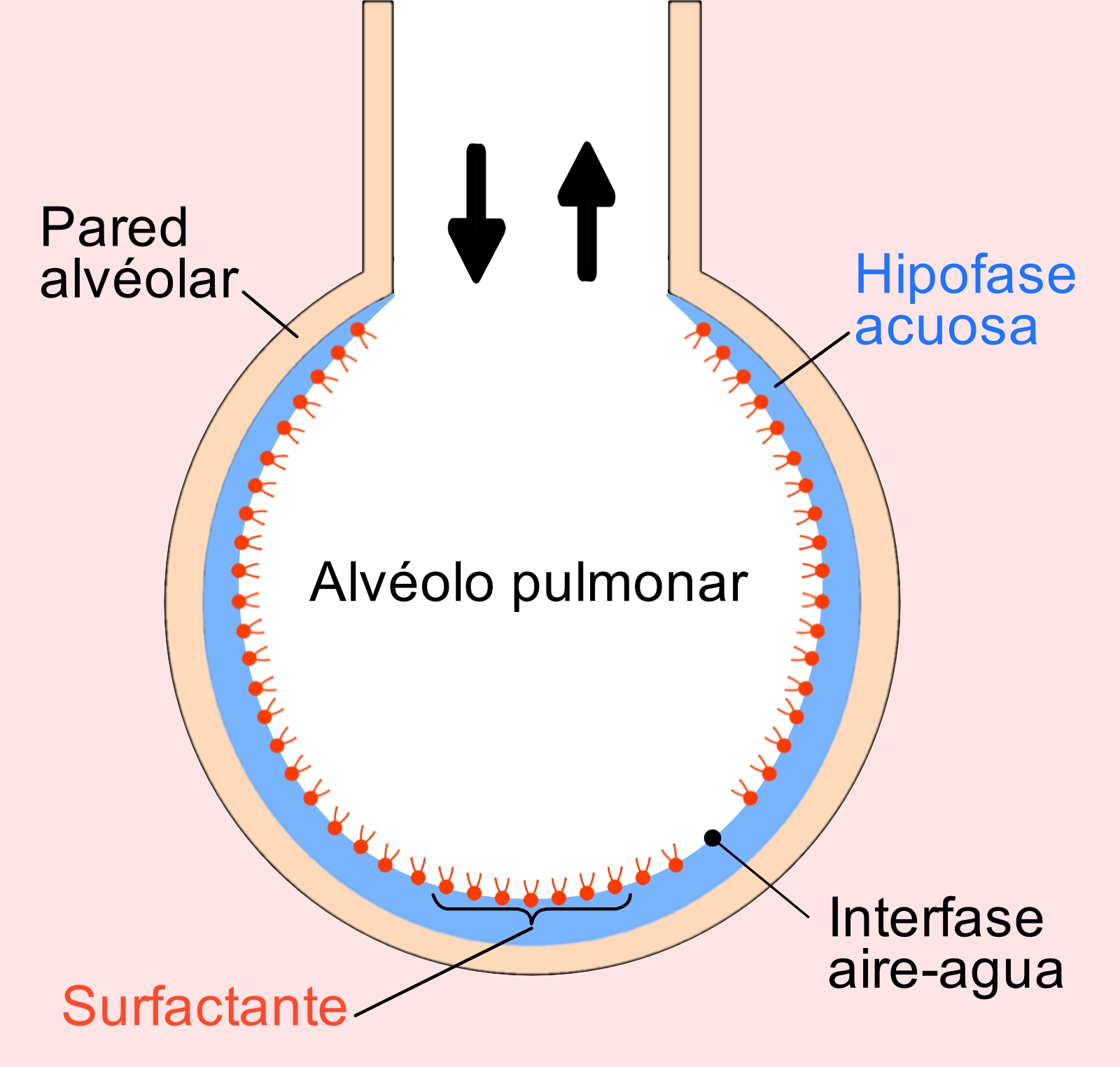
Esquema de un alvéolo pulmonar en el que se representa la hipofase acuosa, la interfase aire-agua y el surfactante pulmonar.

El surfactante pulmonar es un agente tensoactivo presente en los alveolos pulmonares que en contacto con el agua modifica su tensión superficial. Está formado por una mezcla de proteínas y lípidos secretada por los neumocitos tipo II, células de forma cuboidea que cubren aproximadamente el 5% del alvéolo pulmonar. Su principal función es disminuir la tensión superficial de la fina lámina de líquido que recubre los alvéolos pulmonares, facilitando su expansión.  Está compuesto por fosfolípidos   (80%) sobre todo dipalmitoilfosfatidilcolina, proteínas (10%) y otros lípidos (10%). La dipalmitoilfosfatidilcolina es la principal sustancia que disminuye la tensión superficial, pero el resto de los componentes son necesarios para otras funciones, entre ellas la defensa contra patógenos inhalados. La producción insuficiente de surfactante pulmonar en los niños nacidos de forma prematura provoca la enfermedad de la membrana hialina que causa insuficiencia respiratoria.

## Composición

La dipalmitoilfosfatidilcolina o DPPC es uno de los componentes principales del surfactante pulmonar

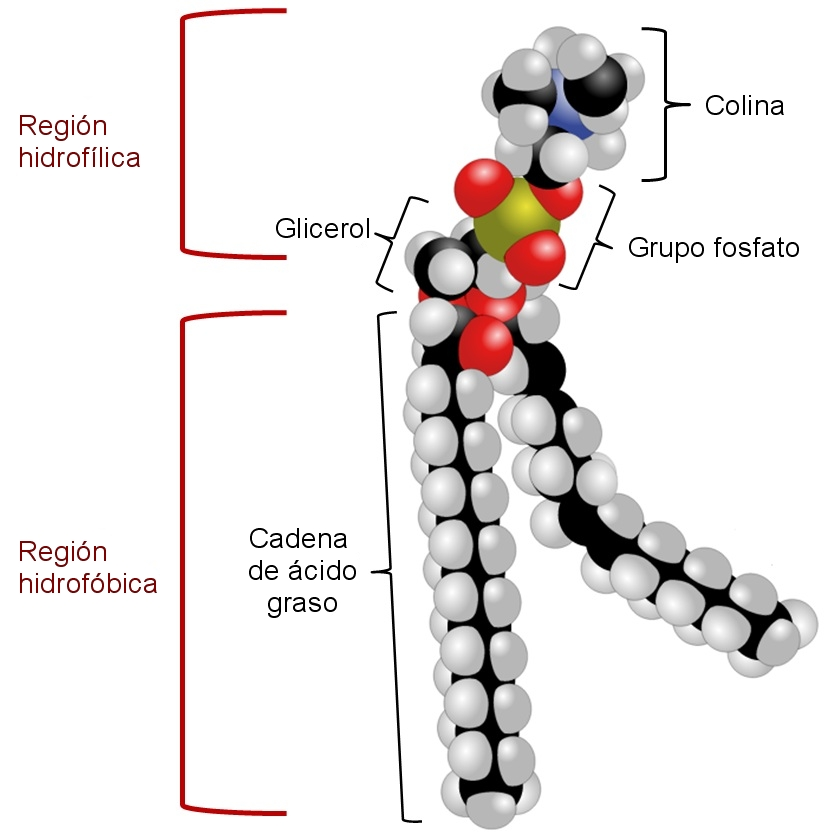
Estructura de la dipalmitoilfosfatidilcolina, importante componente del surfactante pulmonar con un extremo hidrofílico y otro hidrofóbico.

El surfactante pulmonar no es una sustancia única, está formado por una mezcla de diferentes lípidos y proteínas. Los lípidos representan el 90 del contenido y las proteínas el 10%.
- Lípidos. 
  - Dipalmitoilfosfatidilcolina (DPPC). Pertenece al grupo de los fosfolípidos, es una fosfatidilcolina saturada y representa el componente más abundante del agente tensoactivo. Tiene una estructura anfipática, es decir una parte de la molécula es hidrofilica y otra hidrofóbica, por lo que tiende a situarse en la interfase aire-líquido con el extremo hidrofilico en contacto con el agua y el hidrofóbico en contacto con el aire.
  - Dipalmitoilfosfatidilglicerol.
- Proteínas (10%).
  - Proteína surfactante A. También llamada SP-A, del inglés Surfactant Protein A.
  - Proteína surfactante B. También llamada SP-B, del inglés Surfactant Protein B.
  - Proteína surfactante C. También llamada SP-C, del inglés Surfactant Protein C.
  - Proteína surfactante D. También llamada SP-D, del inglés Surfactant Protein D.

SP-A y SP-D pertenecen a la familia de las colectinas y juegan un papel importante en la defensa contra patógenos inhalados.

## Función
El surfactante es producido por los neumocitos tipo II, células presentes en el epitelio alveolar. Una vez secretado, forma una fina película sobre la lámina de líquido que cubre el epitelio alveolar. Cumple una doble función, por un lado disminuye, durante la espiración, la tensión superficial en los alvéolos, evitando el colapso alveolar que produciría dificultades respiratorias. Por otra parte posee una función inmunológica de defensa frente a bacterias y virus patógenos, evitando que a través del aire inspirado, estos agentes infecciosos atraviesen los capilares e invadan el torrente sanguíneo, provocando enfermedad infecciosa en el pulmón u otros órganos.

## Investigación
El surfactante pulmonar ha sido propuesto como un vehículo eficiente para la administración de fármacos mediante terapias inhaladas. Su capacidad para adsorberse y extenderse en interfaces, así como para transportar distintos fármacos asociados, ha sido estudiada principalmente mediante diseños de balances de superficie. Estos sistemas suelen conectar varios compartimentos a través de puentes interfaciales de papel, imitando in vitro la interfaz aire-líquido del sistema respiratorio. Estudios previos han demostrado que únicamente una capa superficial monomolecular de surfactante y fármaco es capaz de cruzar estos puentes. Sin embargo, las películas de surfactante suelen estar organizadas en estructuras multicapa asociadas a la interfaz.

## Regulación
Algunas sustancias del organismo, incluyendo varias hormonas, estimulan la producción del surfactante pulmonar, entre ellas se encuentran los glucocorticoides, la prolactina, el estradiol y la tiroxina. Sin embargo otras actúan como inhibidores de su producción, como la insulina y los andrógenos.

## Deficiencia

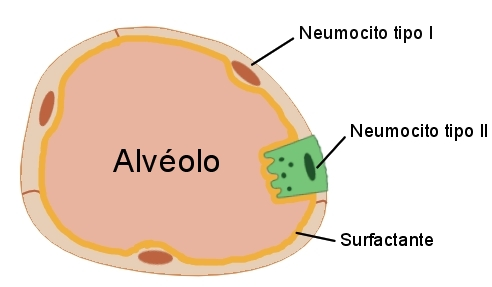
Sección del alveolo pulmonar. Puede verse un neumocito II, célula productora del surfactante pulmonar.

La deficiencia en la cantidad y/o calidad del surfactante ocasiona alteraciones importantes en la función pulmonar.
Un ejemplo es la enfermedad de la membrana hialina que se produce en neonatos prematuros que al nacer aún no tienen suficiente cantidad de surfactante pulmonar en sus alvéolos, lo que aumenta enormemente el trabajo que deben realizar en cada inspiración para hacer entrar el aire a los pulmones; pudiéndoles causar la muerte.